# Plat beertje
Het plat beertje (Eilema lurideola) is een nachtvlinder uit de familie van de spinneruilen (Erebidae) en de onderfamilie van de beervlinders (Arctiinae). De voorvleugellengte bedraagt tussen de 14 en 17 millimeter. De soort komt verspreid over het Palearctisch gebied en het Nabije Oosten voor. Hij overwintert als rups.

## Waardplanten
Het plat beertje heeft als waardplanten korstmossen en algen. Er wordt ook wel gemeld dat de rups bladeren eet van meidoorn, sleedoorn, braam en bosrank.

## Voorkomen in Nederland en België
Het plat beertje is in Nederland en België waarschijnlijk een schaarse soort, die verspreid over het hele gebied kan worden gezien. Er worden echter veel determinatiefouten gemaakt; de imago kan heel makkelijk verward worden met het streepkokerbeertje. De vlinder kent één generatie die vliegt van halverwege juni tot halverwege september.